# Ding Zilin
Dans ce nom, le nom de famille, Ding, précède le nom personnel.
Pour les articles homonymes, voir Ding.
Ding Zilin (chinois : 丁子霖), née le 20 décembre 1936, ancienne professeure de philosophie, est la fondatrice des mères de Tiananmen,, association qui demande que les auteurs de la répression des manifestations de la place Tian'anmen en 1989 soient poursuivis en justice et des réparations accordées aux familles des victimes.

## Biographie
En 1989, Ding Zilin est professeure de philosophie de l'université du peuple de Pékin et membre du parti communiste chinois depuis 1960.  Ding Zilin indique à propos de son fils de 17 ans :
« Ce printemps-là, mon fils a passé beaucoup de temps sur la place. Il s'occupait du service d'ordre lycéen, distribuait des vivres et des boissons aux étudiants, se souvient-elle. Moi, à cette époque, j'étais plutôt conservatrice. J'essayais de le retenir, mais il n'y avait rien à faire : chaque soir, il attendait que je dorme pour quitter la maison et filer sur la place.  ».
Le 3 juin vers 23 h 10, son fils Jiang Jielian  est tué d'une balle dans le dos, dans le quartier de Muxidi, lors des manifestations de la place Tian'anmen,. Ding Zilin récupérera ses cendres. Celles-ci sont dans un coffre sur lequel sont posés un morceau du mur de Berlin, une photo du mémorial d'Auschwitz et un bronze offert par la  Fondation Danielle Mitterrand - France Libertés.
Membre du parti communiste chinois de 1960 à 1992, se décrivant elle-même comme ayant été une « communiste sincère », elle considère le gouvernement de Beijing comme une dictature et appelle à un changement de régime.
Malgré la surveillance policière, le licenciement de son travail en tant que tuteur universitaire et son expulsion du parti communiste, elle est devenue, selon la journaliste Susan Jakes du Time Magazine, le « leader symbolique de nombre de gens en Chine qui veulent que le gouvernement rende compte de ses actions cette nuit-là ». Placée en résidence surveillée dès les années 1990, Ding a été à l'initiative d'une plainte contre l'ancien premier ministre Li Peng, responsable, selon elle, des 3 000 morts du 4 juin 1989. Ding Zilin tente, depuis, de recenser toutes les victimes  de ces manifestations de cette journée,. Par ailleurs, Ding Zilin souhaite la construction à Pékin d'un mémorial pour les victimes du 4 juin : « Tous les noms y seront inscrits comme cela a été fait à Auschwitz » .
L'écrivain  Liu Xiaobo travaille avec Ding Zilin  et demande qu'elle soit retenue pour le prix Nobel, ignorant que c'est lui qui en sera le lauréat. Les anciens leaders des étudiants du 4 juin, Wuer Kaixi et Wang Dan, toujours en exils, contacteront téléphoniquement Ding Zilin afin de lui exprimer leurs regrets pour la mort de son fils. Quand le dissident  Wei Jingsheng est libéré en septembre 1993, sa première sortie est consacrée à Ding Zilin.
Lors de la quatrième conférence mondiale sur les femmes organisée par l'ONU en 1995 à Pékin, Ding est retenue pendant six semaines, avec son mari, pour empêcher les journalistes venus en Chine à cette occasion de la rencontrer. En 2000,  Lois Wheeler Snow, épouse d'Edgar Snow, souhaitait remettre un message de soutien à Ding Zilin, des policiers l'ont empêché d'accéder à son logement,,.
En 2004, Amnesty International demande la libération de Ding Zilin et deux autres mères de Tian'anmen, Zhang Xianling et Huang Jinping, emprisonnées certainement pour les empêcher de célébrer le 15e anniversaire des événements du 4 mai 1989 selon l'organisation non gouvernementale,. En 2005, Ding Zilin a adressé une lettre ouverte au président Hu Jintao lui demandant des excuses : « Vous et vos prédécesseurs avez effacé la mémoire du 4 juin des livres. En cela, vous avez bien réussi. Vous avez été plus méthodiques que ces comploteurs japonais de l'aile droite qui ont tenté d'effacer l'histoire du massacre de Nankin ». Après la mort de Zhao Ziyang en 2005, Ding Zilin demande à participer à la cérémonie à sa mémoire.
Après l'attribution du prix Nobel de la paix à l'écrivain chinois Liu Xiaobo en octobre 2010, Ding Zilin et son époux Jiang Peikun sont incarcérés puis détenus en un lieu tenu secret. Zhang Xianling, autre membre de l'association des Mères de Tiananmen, condamne alors « le gouvernement qui prive de sa liberté Ding Zilin ».
En 2011, des milliers de manifestants se rassemblent à Hong Kong afin de commémorer les événements du 4 juin. Wang Dan, un des leaders des étudiants de l'époque et Ding Zilin se sont adressés à la foule par liaison vidéo.
En mai 2014, Ding Zilin est de nouveau placée en résidence surveillée à l'approche du vingt-cinquième anniversaire des évènements,. Elle ne peut se rendre sur la place en mémoire de la mort de son fils.
En septembre 2015, son mari Jiang Peikun décède,.
En 2016 à l'occasion de l'anniversaire de Tiananmen, Ding Zilin est de nouveau sous résidence surveillée  avec sa ligne téléphonique coupée et un accès à son domicile contrôlé.
Le 20 mai 2019, à l’approche du 30e anniversaire du massacre, la police exige que Ding Zilin, alors âgée de 82 ans, quitte Pékin pour se rendre à Wuxi sa ville natale située à plus de 1 100 kilomètres .

## Opinions
Depuis la mort de son fils, Ding Zilin milite pour un régime démocratique en Chine. Elle est l'une des 303 intellectuels chinois signataires de la charte 08, manifeste publié le 10 décembre 2008, pour promouvoir la réforme politique et le mouvement démocratique chinois.
En 1994, Ding Zilin estime les victimes de Tiananmen à « un millier de morts et des milliers de blessés graves ». En 2005, elle produit une liste de 186 personnes tuées lors des manifestations et publie, à Hong Kong un livre de 417 pages racontant les récits des familles en deuil.
En 1998, elle cosigne, avec son mari Jiang Peikun, un chapitre de Tibet Through Dissident Chinese Eyes: Essays on Self-Determination, ouvrage collectif sous la direction de Changqing Cao, Chʻang-chʻing Tsʻao et du professeur James D. Seymour de l'université Columbia et professeur associé de l'université chinoise de Hong Kong. Ding Zilin et son mari y indiquent « Les Chinois ont droit à la dignité, pourquoi doit-on croire que les Tibétains n'y ont pas droit? La lutte chinoise pour le droit est raisonnable, pourquoi doit-on dire que la lutte tibétaine ne l'est pas? ». Pour Jack Lu, docteur en géopolitique, comme certains autres intellectuels chinois, Ding Zilin défend la cause tibétaine. En 2008, elle cosigne  le texte, Douze propositions pour gérer la situation au Tibet, à l'initiative de Wang Lixiong demandant au gouvernement Chinois d'infléchir sa politique au Tibet, de supprimer la censure des informations sur les régions tibétaines  et soutenant l'appel à la paix du dalaï-lama,.

## Hommages
En 1996, Ding Zilin reçoit le prix de la Mémoire, décerné à Paris par Danielle Mitterrand. En 1999, elle reçoit, avec son mari Jiang Peikun, le prix Alexander Langer (en).

## Ouvrages
- The Factual Account of a Search for the June 4 Victims Éditeur Nineties Monthly, 1995, 33 pages ;  publié en français Compte-rendu factuel d'une recherche des victimes du 4 juin Éditeur Selio, 1995, 38 pages[43].
- Colophon title. - Liu si shou nan zhe xun fang shi lu Éditeur Jiu shi nian dai za zhi she, 1994, 244 pages[44].